# Chlumec u Českých Budějovic
Chlumec (deutsch Chunzen) ist eine Gemeinde  in Tschechien. Sie liegt fünf Kilometer südwestlich von Kamenný Újezd und gehört zum Okres Český Krumlov.

## Geographie

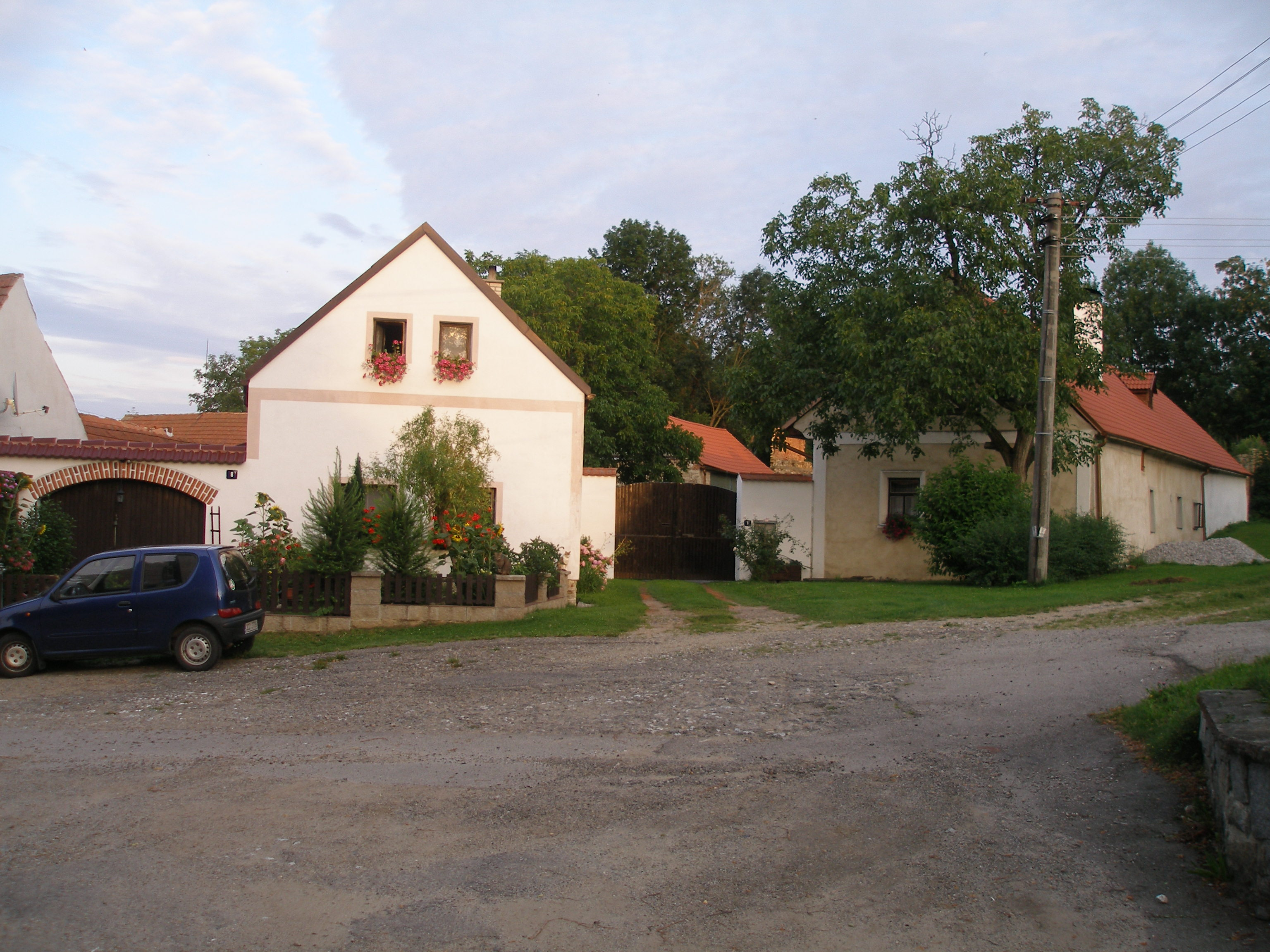
Dorfplatz in Chlumec

Der Ort befindet sich in 500 m ü. M. am östlichen Rand des Blanský les nördlich des 651 m hohen Věncová hora (Kranzberg) über dem Tal des Třebonínský potok. Westlich des Ortsteiles Krnín verläuft die Staatsstraße 53 zwischen Český Krumlov und Kamenný Újezd sowie im Tal des Svinecký potok die Summerauer Bahn von České Budějovice nach Linz, an der Chlumec einen Bahnhalt besitzt.
Nachbarorte sind Radostice und Opalice im Norden, Kosov und Krnín im Osten, Čekanov und Dolní Třebonín im Südosten, Štěkře und Zlatá Koruna im Südwesten sowie Záluží im Nordwesten.

### Gemeindegliederung
Die Gemeinde Chlumec besteht aus den Ortsteilen Chlumec und Krnín (Kernin).

### Nachbargemeinden
|  | Kamenný Újezd                               |
|  | Kompassrose, die auf Nachbargemeinden zeigt |
|  | Dolní Třebonín                              |

## Geschichte
Die erste Nachricht über den Ort Chlumecz stammt aus dem Jahre 1445. Nach der Ablösung der Patrimonialherrschaften wurde Chunzen 1850 zum Teil der Gemeinde Unterbreitenstein. 1924 lösten sich die Dörfer Chlumec und Krnín von Dolní Třebonín los und bildeten die neue Gemeinde Chlumec, die zu dieser Zeit 64 Einwohner hatte. Während der deutschen Besetzung wurde Chunzen 1942 erneut nach Unterbreitenstein eingemeindet und nach dem Ende des Zweiten Weltkrieges bildete sich wieder eine eigene Ortsverwaltung. 1950 hatten Chlumec und Krnín zusammen 81 Einwohner. 1963 erfolgte die Eingemeindung nach Záluží. Bis 1970 sank die Zahl der Bewohner von Chlumec und Krnín auf 71. Zusammen mit Záluží wurde Chlumek dann ein Ortsteil von Dolní Třebonín. Seit 1990 ist die Gemeinde wieder eigenständig.

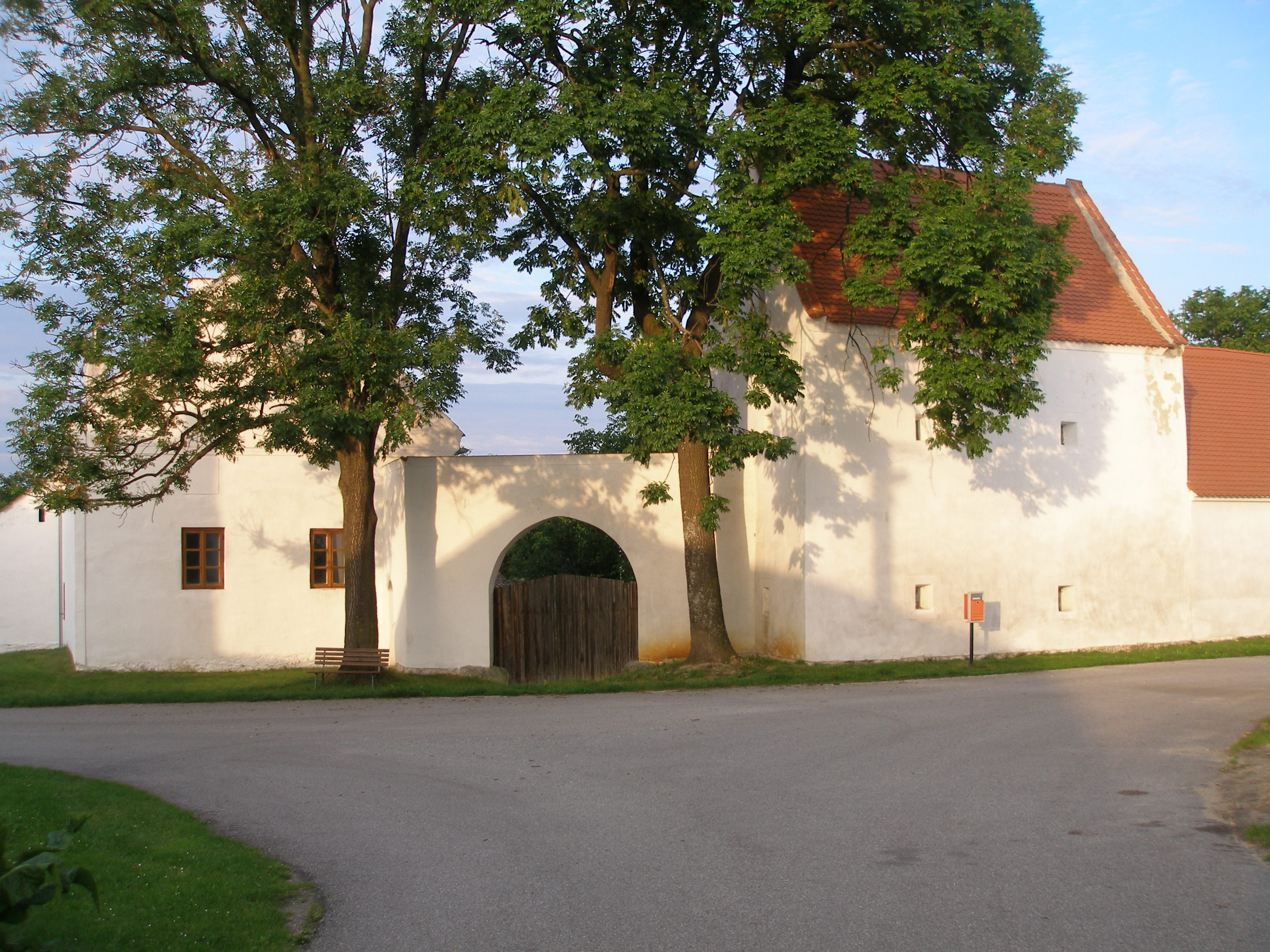
Hof No. 3 in Krnín

## Sehenswürdigkeiten
Das Gehöft mit der Hausnummer 3 im Ortsteil Krnín wurde 2010 zum Nationalen Kulturdenkmal Tschechiens erklärt.